# Lijst van rijksmonumenten in Eext
De plaats Eext telt 15 inschrijvingen in het rijksmonumentenregister. Hieronder een overzicht. 
| Object                                | Oorspronkelijke functie? | Bouwjaar                                     | Architect | Locatie                | Coördinaten?                  | Nr.?   | Afbeelding        |
| ------------------------------------- | ------------------------ | -------------------------------------------- | --------- | ---------------------- | ----------------------------- | ------ | ----------------- |
| Terrein met een grafheuvel            | Archeologisch monument   | Bronstijd                                    |           | bij het Galgwanderveen | 53° 1' 46" NB, 6° 43' 45" OL  | 45021  | Upload foto       |
| Terrein met een grafheuvel            | Archeologisch monument   | Neolithicum en/of Bronstijd                  |           | Anderenseweg           | 53° 0' 51" NB, 6° 42' 20" OL  | 45022  | Upload foto       |
| Terrein met een grafheuvel            | Archeologisch monument   | Neolithicum en/of Bronstijd                  |           | Kerkweg bij Torenweg   | 53° 1' 0" NB, 6° 43' 13" OL   | 45023  | Upload foto       |
| Terrein met vijf grafheuvels          | Archeologisch monument   | Neolithicum en/of Bronstijd                  |           | Kerkweg bij Torenweg   | 53° 1' 3" NB, 6° 43' 9" OL    | 45024  | Upload foto       |
| Hunebed D12                           | Archeologisch monument   | Neolithicum 1952 (rest.)                     |           | Kerkweg bij Torenweg   | 53° 0' 54" NB, 6° 43' 26" OL  | 45025  | Meer afbeeldingen |
| Hunebed D13 ("De Stemberg")           | Archeologisch monument   | Neolithicum 1976 (rest.)                     |           | Stationsstraat         | 53° 0' 41" NB, 6° 43' 37" OL  | 45026  | Meer afbeeldingen |
| Terrein met vier grafheuvels          | Archeologisch monument   | IJzertijd                                    |           | bij Voorsteland 1      | 53° 1' 5" NB, 6° 45' 49" OL   | 45028  | Upload foto       |
| Hunebed D14                           | Archeologisch monument   | Neolithicum 1927, 1960, 1965 en 1966 (rest.) |           | Stationsstraat         | 53° 0' 6" NB, 6° 43' 48" OL   | 45029  | Meer afbeeldingen |
| Terrein met twee grafheuvels          | Archeologisch monument   | Neolithicum en/of Bronstijd                  |           | Provincialeweg         | 52° 59' 46" NB, 6° 42' 53" OL | 45030  | Upload foto       |
| Terrein met vier grafheuvels          | Archeologisch monument   | Neolithicum en/of Bronstijd                  |           | Provincialeweg         | 52° 59' 15" NB, 6° 42' 26" OL | 45031  | Upload foto       |
| Terrein met een grafheuvel            | Archeologisch monument   | Neolithicum en/of Bronstijd                  |           | Het Wit                | 53° 1' 57" NB, 6° 44' 43" OL  | 45033  | Upload foto       |
| Schuur met schaapskooi en onderschoer | Boerderij                | verm. 18e eeuw (in aanleg)                   |           | bij Gieterstraat 2     | 53° 0' 59" NB, 6° 44' 16" OL  | 46512  | Meer afbeeldingen |
| Boerderijtje (voorm. tolhuis)         | Boerderij                | ca. 1870 verm. ca. 1900 (verb.)              |           | Stationsstraat 58      | 53° 0' 2" NB, 6° 43' 42" OL   | 46513  | Meer afbeeldingen |
| Hervormde kerk                        | Kerk en kerkonderdeel    | 1841                                         |           | Kloosterstraat 2       | 53° 1' 6" NB, 6° 44' 9" OL    | 398783 | Meer afbeeldingen |
| Eexterhalte                           | Transport                | 1924                                         |           | Stationsstraat 60      | 52° 59' 60" NB, 6° 43' 37" OL | 510980 | Eexterhalte       |